# Boryaceae
Boryaceae је аустралијска фамилија монокотиледоних биљака. Садржи два рода и десетак врста. Ранг фамилије не препознају сви класификациони системи.